# Klaas de Jong (burgemeester)
Klaas Harshoorn de Jong (Hoogkarspel, 14 december 1815 - aldaar, 14 december 1886) was een Nederlands politicus en boer.
De Jong was een Noord-Hollandse herenboer, kaashandelaar en plattelandsburgemeester uit West-Friesland. Hij was Tweede Kamerlid voor de liberalen (Kappeyniaan), die naam maakte als voorzitter van de enquêtecommissie besmettelijke longziekte onder rundvee. Hij was zelf mede-initiatiefnemer van die enquête. 'Boerenverschijning' en echte landman met een blozend gelaat, die met kennis van zaken en in eenvoudige taal sprak en vaak ook met de nodige humor.
De Jong was van 1879 tot 1886 ook gemeentesecretaris van Hoogkarspel. Op waterschapsgebied bekleedde hij verscheidene nevenfuncties, zoals die van heemraad van het Dijksambacht Drechterland (van 1865 tot 1874 en wellicht nog later). Ook was hij poldermeester en hoofdingeland van polder Het Grootslag.
- Biografisch Portaal: 27703644
- Digitale Bibliotheek voor de Nederlandse Letteren: jong160
- International Standard Name Identifier: 0000 0003 9236 2748
- Nederlandse Thesaurus van Auteursnamen: 068155549
- Parlement.com: vg09ll213ezl
- Virtual International Authority File: 286398247
- WorldCat: E39PBJgMxGjWTPkkMThPbVkMT3